# 12369 Pirandello
12369 Pirandello este un asteroid din centura principală de asteroizi.

## Descriere
12369 Pirandello este un asteroid din centura principală de asteroizi. A fost descoperit pe 8 februarie 1994 la Observatorul La Silla de Eric Walter Elst. Asteroidul prezintă o orbită caracterizată de o semiaxă mare de 2,29 ua, o excentricitate de 0,09 și o înclinație de 5,0° în raport cu ecliptica.